# Požarnička Jala
Požarnička Jala je rječica u Bosni i Hercegovini. 
Lijeva je pritoka Jale. S Kovačicom, Cviljevačkom rijekom i Jasinskim potokom dužine je 11 km.